# Bione
Bione ist eine norditalienische Gemeinde (comune) mit 1299 Einwohnern (Stand 31. Dezember 2023) im Val Sabbia der Provinz Brescia in der Lombardei. Die Gemeinde liegt etwa 19 Kilometer nordnordöstlich von Brescia im Val Sabbia und gehört zur Comunità Montana della Valle Sabbia.